# Holbæk Bryghus
Holbæk Bryghus er et dansk mikrobryggeri grundlagt 2005 af en gruppe ølentusiater i Holbæk. De oprindelige andelshavere måtte give op i 2010 og efter skiftende ejere, er det siden 2012 en del af kredsen bag restauranten, der ejer bryggeriet.  Bryggeriet har til huse i kælderen til restauranten Nygade No5, som efterfølgende skiftede navn til Bryghuset No5 med tilnavnet Institut for Øllogi og Hektolitteratur. 
Holbæk Bryghus betegnede oprindeligt sig selv som Danmarks mindste mikrobryggeri, og det første år blev der kun brygget øl på fad til salg fra udskænkningsstedet tilknyttet bryggeriet. De første øl på flaske kom kort tid før jul 2006. I dag sælges Holbæk Bryghus øl på flaske i nordvestsjælland.
Sortimentet bestod af de fire faste produkter Arnakke Humle, Bysø Brown, Whiskeystout og Munkholmer, som suppleredes af fem sæsonafhængige produkter Forårsbryg, Maglesø Sommerbryg, Høstbryg', Julebryg og Winterstout.